# 리언 러셀
리언 러셀(영어: Leon Russell, 1942년 4월 2일 ~ 2016년 11월 13일)은 미국의 싱어송라이터이다. 솔로 정규 3집 《Carney》가 빌보드 앨범 차트 2위에 올랐으며, 세션 음악가로 특히 활발히 활동했다.
《Carney》에 실린 노래 중 〈Tight Rope〉가 성과를 냈으며, 〈This Masquerade〉는 조지 벤슨이 커버해 큰 인기를 끌었다. 그 밖에 리언 러셀의 노래 중 〈A Song for You〉가 유명하다.
다른 음악가들에게 써준 노래들도 폭넓은 호응을 받았는데, 조 코커의 〈Delta Lady〉, 카펜터스의 〈Superstar〉 등이 리언 러셀이 작곡한 작품이다.
조지 해리슨과 라비 샹카르가 조직한 자선 공연 '콘서트 포 방글라데시'에서 밥 딜런, 에릭 클랩튼과 함께 무대에 오르기도 했다.
2010년에는 그의 팬이자 후배인 엘튼 존과 합작해 공동 정규 음반 《The Union》을 발표했다. 이 음반은 빌보드 앨범 차트 3위, 《롤링 스톤》지 선정 올해의 음반 3위에 오르고 수록곡 〈If It Wasn't for Bad〉가 그래미상 후보로 지명되는 등 평단과 대중으로부터 두루 인정받았다.
2011년, 로큰롤 명예의 전당과 송라이터 명예의 전당에 올랐다.
러셀은 2016년 11월 13일 테네시주 내슈빌 교외 마운트줄리엣의 자택에서 74세의 나이로 잠든 채 사망했다고 그의 아내가 자신의 웹사이트에 올린 성명에서 밝혔다.

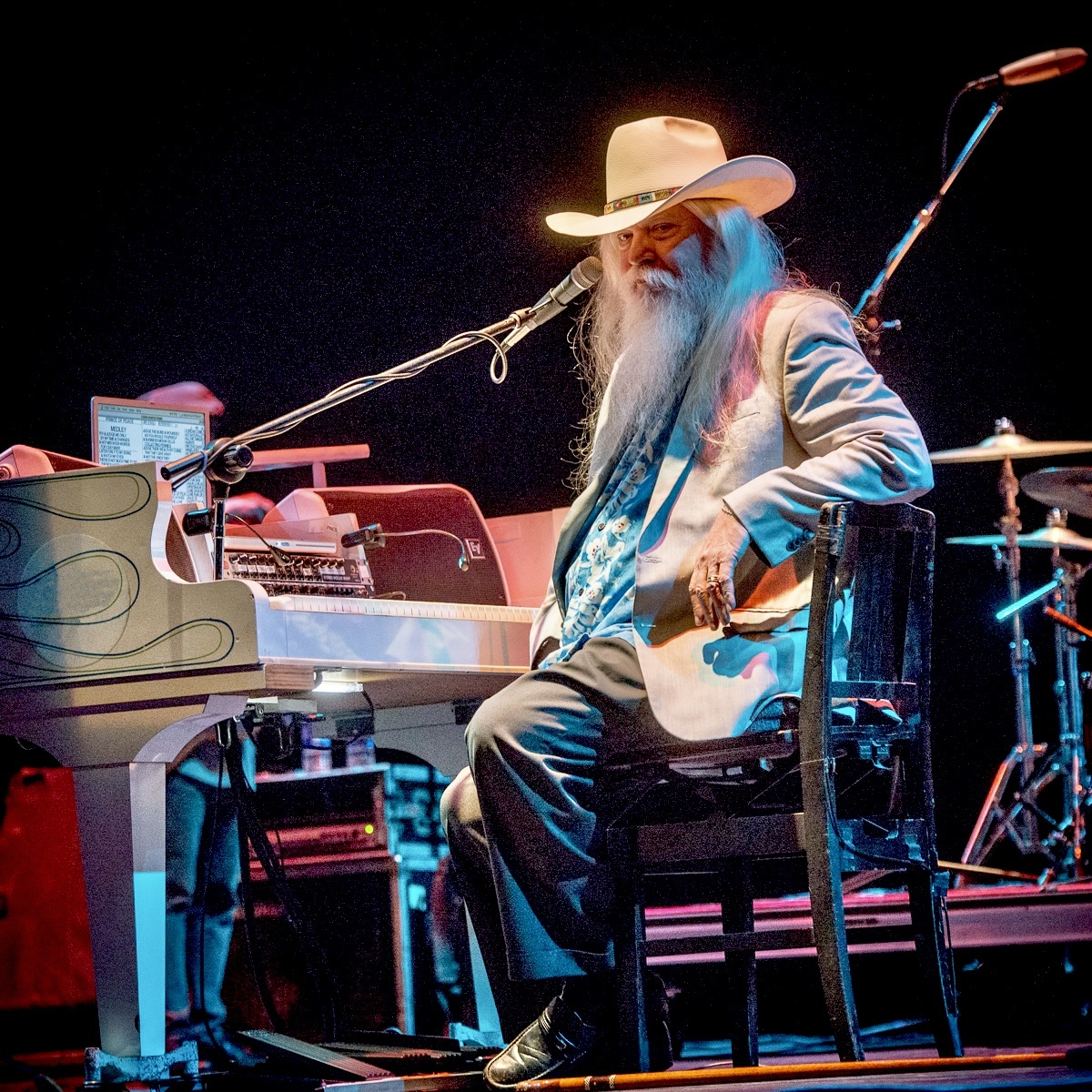
올버니에서 공연 중인 리언 러셀 (2016년)

## 주해
1. ↑  제53회 시상식, Best Pop Collaboration with Vocals 부문